# Pterotaenia peruana
Pterotaenia peruana är en tvåvingeart som beskrevs av Malloch 1933. Pterotaenia peruana ingår i släktet Pterotaenia och familjen fläckflugor. Inga underarter finns listade i Catalogue of Life.